# Franz Mikorey (Komponist)

Franz Mikorey

Franz Mikorey (* 3. Juni 1873 in München; † 11. Mai 1947 in Garmisch-Partenkirchen) war ein deutscher Dirigent, Pianist, Komponist und Generalmusikdirektor.

## Leben
Er war der Sohn des Operntenors und Wagnersängers Max Mikorey (1850–1907) und dessen aus München stammender Gattin Angelika, geborene Müller (1847–1927). Nach dem Abitur 1892 am Wilhelmsgymnasium München studierte er in München Philologie sowie bei Ludwig Thuille Komposition, bei Louis Blumschein und Heinrich Schwartz Klavier, bei Hermann Levi Dirigieren und bei Heinrich von Herzogenberg Musiktheorie. Während seines Studiums wurde er Mitglied des Akademischen Gesangvereins München.
1894 war er Assistent Hermann Levis bei den Wagner-Aufführungen in Bayreuth und anschließend Korrepetitor und Bühnendirigent am Münchener Hoftheater. Von 1896 bis 1898 arbeitete er als dritter und zweiter Kapellmeister am Deutschen Theater in Prag unter Angelo Neumann, wo er im März 1897 die Uraufführung des ersten Satzes Meerfahrt seiner großen Sinfonie An der Adria aus dem Manuskript dirigierte, ab Oktober 1898 als erster Kapellmeister am Stadttheater Regensburg und 1899 am Stadttheater in Köln. Von 1900 bis 1901 hatte er eine Anstellung als Kapellmeister am Stadttheater Elberfeld. Sodann erhielt er einen Vertrag für sechs Jahre an der Hofoper Wien unter Gustav Mahler. Dieser Kontrakt wurde von Mikorey wegen Nichtbeschäftigung wieder gelöst. Am 20. Oktober 1902 trat er die Nachfolge des verstorbenen August Klughardt als Hofkapellmeister und Generalmusikdirektor der Dessauer Hofoper an, nachdem er mit Probe- bzw. Gastdirigaten des Lohengrin, Fra Diavolos und Figaros Hochzeit überzeugt hatte.
1909 trat Mikorey als Gastdirigent an der Berliner Kroll-Oper auf, 1910 dirigierte er die Festaufführung der Zauberflöte in Salzburg sowie die Wagner-Festspiele in Halle an der Saale, 1912 die Wagnerfestspiele in Budapest und 1913 das Deutsche Musikfest in Berlin. 1918 dirigierte er ein Wohltätigkeitskonzert im Prinzregententheater in München und hatte die künstlerische Gesamtleitung der durch die Dessauer Hofoper ausgerichteten Festspiele im durch deutsche Truppen besetzten Bukarest inne.
Seine 16-jährige Tätigkeit in Dessau endete mit einem Eklat. Nach heftiger Kritik der Theaterbeschäftigten an seinem Führungsstil legte Mikorey am 18. November 1918 sein Amt nieder. Ein Kompromiss, der ihm erlaubt hätte, seine Tätigkeit noch bis Ende Juni 1919 fortzusetzen, scheiterte am einhelligen Misstrauensvotum der Beschäftigten. Bis zum Amtsantritt seines Nachfolgers Hans Knappertsbusch leitete Albert Bing, der seit 1915 erster Kapellmeister in Dessau war, das Orchester.
Von 1919 bis 1924 war Mikorey Kapellmeister an der Staatsoper in Helsingfors, danach bis 1928 Generalmusikdirektor in Braunschweig. 1925 leitete er dort die Oper Admeto von Georg Friedrich Händel, die somit nach 170 Jahren Pause wieder erklang. Ab 1929 lebte er als freischaffender Künstler in München und Garmisch. Zum 1. Mai 1933 trat er der NSDAP bei (Mitgliedsnummer 3.207.598).
Franz Mikorey wurde in einem Familiengrab auf dem Friedhof Garmisch in Garmisch-Partenkirchen beigesetzt.

### Ehe und Familie
Mikorey war verheiratet mit Josefine, geb. Rath, Tochter des Münchner Juweliers und königlich-bayerischen Hoflieferanten Peter Rath (1846–1922), mit der er vier Kinder hatte, darunter der Psychiater Max Mikorey (1899–1977), der Kapellmeister Hans Mikorey (geb. 1905) und der Bildhauer Franz Mikorey. (geb. 1907).

## Werke
Zu seinen Kompositionen zählen die Schauspielmusik Phryne (1908), die Opern Der König von Samarkand mit einem Libretto nach Franz Grillparzer (1910) und Das Echo von Wilhelmsthal (1928), ferner Kammermusik, Lieder und Chormusik. Seine Orchesterwerke umfassen drei Sinfonien und zwei Klavierkonzerte.

## Schriften
- Franz Mikorey: Grundzüge einer Dirigierlehre. Betrachtungen über Technik und Poesie des modernen Orchester-Dirigierens. Kahnt, Leipzig 1917, DNB 361233019.